# Godardia vansomereni
Godardia vansomereni är en fjärilsart som beskrevs av Edward Bagnall Poulton 1927. Godardia vansomereni ingår i släktet Godardia och familjen praktfjärilar. Inga underarter finns listade i Catalogue of Life.